# Качаголла
Kaчаголла ― це солодощі, виготовлені з молока, виробленого в районі Наторе в Бангладеш. Цей десерт відомий як качагола, так як готується з і коров'ячого молока .  Незважаючи на те, що він походить з Наторе, ці цукерки споживають у кількох районах Бангладеш, крім Наторе. Деякі солодощі також готують в Західній Бенгалії  8 серпня 2023 року Качаголла від Наторе була визнана 17-м продуктом країни з категорії ГЗ. 

## З історії
Існує чудова історія створення Качаголли. Ходять чутки, що ці солодощі зробили після Нітанта Дайе. Магазин Madhusudan Pal у Лалбазарі, місто Наторе, був знаменитим магазином солодощів у Наторі.  У цеху було кілька великих печей. Раніше Мадхусудан готував у цих печах солодощі, такі як пантоа, чамчам, чорний джем Росголлу. У цеху працювало десять-п'ятнадцять працівників. Раптом одного дня не прийшла працівниця кондитерської.  Тому Мадхусудан  попросив проварити кульки у цукровому сиропі і обсмажити в олії, щоб вони не зіпсувалися. Кондитер побачив, що зацукровані кульки  мають чудовий смак. Почала думати, як назвати нову цукерку. Їх назвали Качаголла,  Поступово ласунам почала подобатися ця солодкість. Відтоді Мадхусудан почав готувати ці солодщі регулярно. Слава про Качаголлу розійшлася далеко. У зв'язку зі збільшенням попиту на качаголлу, її почали готувати від трьох до трьох з половиною тонн щодня. Тоді ударами в барабан оголосили Качаголлу. Смак Качаголли перевершує Расгуллу, Панетоне і навіть Укаран Сандеш. Він має солодкий смак сиру, який не схожий на інші солодощі.

## Сирні кулі в Бангладежі та за кордоном
У 1760 році, під час правління Рані Бхавані, правителя Даншіла Ардхабангешварі Бенгалії, слава про Качаголу почала поширюватися по всій країні та за кордоном.   У той час у Наторе було дуже мало солодощів. Крім знаменитої Качаголли, в цих магазинах були такі солодощі, як Укаран Сандеш, Рагавшахі, Чамчам, Раджбхог, Расмалай, Панітоа тощо. Але серед усіх Качаголла виходить на перше місце. . Навіть королівська сім'я Біллет їла  її. Також знали про неї в Індії. Rajshahi Gazette також згадувала про славу Качаголли.
Про славу Качаголли того часу писали різні калькуттські газети. Оскільки міста Калькутта і Наторе були засновані в той же час і оскільки ці два міста були в тісному постійному контакті, новина про Кача Голла Наторе поширилася в Індії, Англії та інших країнах того часу. Так інтернаціоналізм отримує зелене світло. 

## Інгредієнти
Інгредієнти: м'який сир, згущене молоко, порошок кардамону, цукор, сухе молоко, гхі, трояндова вода .

### Процес приготування
На першому етапі молоко і воду змішують і ставлять на вогонь у кастрюлі. Доведять молоко в кастрюлі до кипіння, помішуючи його. Через 5-6 хвилин потроху додають оцет і перемішують. Коли молоко почне згортатися, продовжуйте варити протягом хвилини або двох. Потім вимкніть вогонь і зцідіть через марлю або тонку бавовняну тканину. Сир, що залишився, називається панір. 
На другому етапі з сиру качають невеликі кульки, бо вони збільшуються в об'ємі при кулінарній обробці. Налийте  воду  в кастрюлю і добавте цукор.  Доведіть до кипіння, потім додайте кульки паніру. Переконайтеся, що є достатньо місця для кульок, адже панір буде сильно розширюватися. Закрийте кришкою і варіть 8 хвилин. Потім вимкніть вогонь, відкрийте кришку і додайте кардамон. Подавайте охолодженим

## Галерея

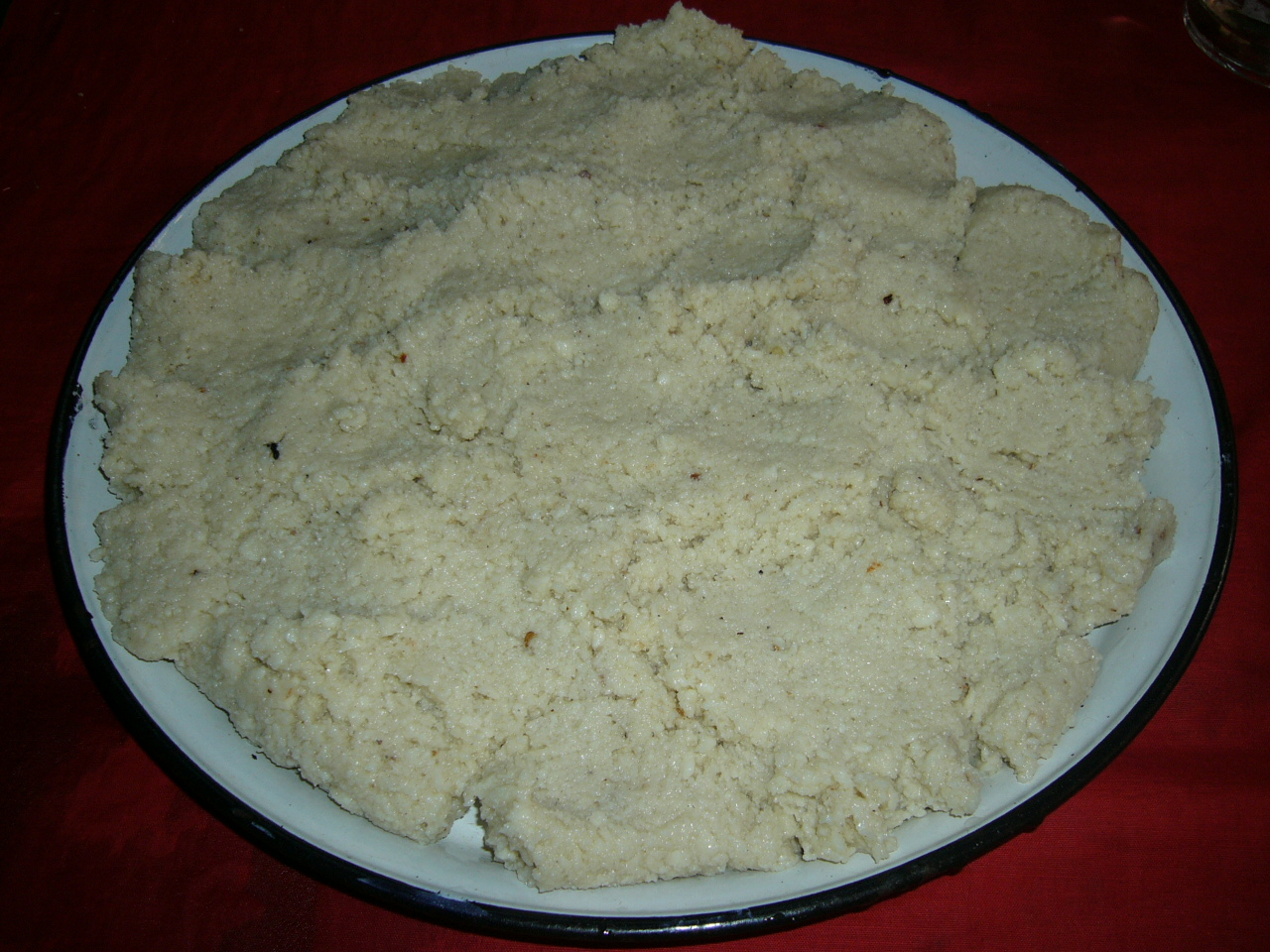
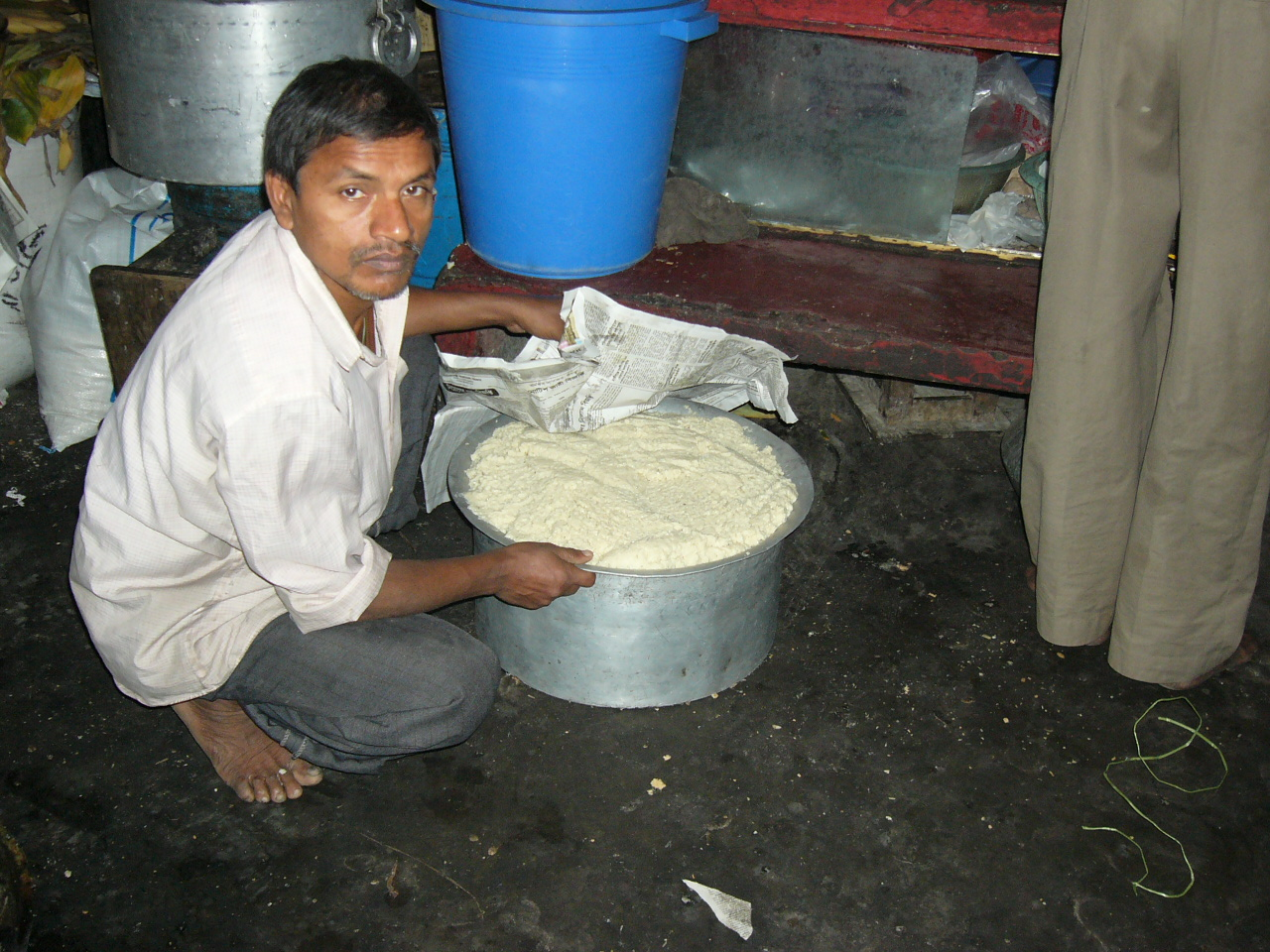